# Bhilwara (Distrikt)
Der Distrikt Bhilwara (Hindi भीलवाड़ा जिला) ist ein Distrikt im westindischen Bundesstaat Rajasthan.
Die Fläche beträgt 10.455 km². Verwaltungssitz ist die gleichnamige Stadt Bhilwara.

## Bevölkerung
Die Einwohnerzahl liegt bei 2.410.459 (2011), mit 1.224.483 Männern und 1.185.976 Frauen.